# John Henry (kongressledamot)
John Henry, född 1 november 1800 nära Stanford, Kentucky, död 28 april 1882 i Saint Louis, Missouri, var en amerikansk politiker (whig). Han var ledamot av USA:s representanthus från 5 februari till 3 mars 1847.
Henry deltog i Black Hawk-kriget och han vara ledamot av båda kamrarna i Illinois lagstiftande församling, först i delstatens representanthus 1832–1840 och sedan i delstatssenaten 1840–1847. I december 1846 avgick kongressledamot Edward Dickinson Baker och 1847 fyllnadsvaldes Henry till representanthuset. Kort därpå efterträddes Henry av Abraham Lincoln.
Henry avled 1882 och gravsattes på Bellefontaine Cemetery i Saint Louis.